# همه‌پرسی عضویت بریتانیا در اتحادیه اروپا (۲۰۱۶)
همه‌پرسی عضویت بریتانیا در اتحادیه اروپا یک همه‌پرسی بود که در ۲۳ ژوئن ۲۰۱۶ برابر ۳ تیر ۱۳۹۵ برگزار شد. نتیجهٔ نظرخواهی، خروج بریتانیا از اتحادیهٔ اروپا بود. عضویت در اتحادیه اروپا از زمان پیوستن بریتانیا به اتحادیه اقتصادی اروپا در ۱۹۷۳ موضوعی مجادله‌برانگیز بوده‌است.
نتیجهٔ این همه‌پرسی هیچ‌گونه الزام قانونی برای خروج بریتانیا از اتحادیه اروپا نداشت و تنها پارلمان می‌توانست شرایط الزام قانونی را برای دولت به وجود بیاورد. با تصویب طرح خروج از اتحادیه در مجلس عوام و اعیان راه برای شروع این رویه هموار شد.

## موضعگیری‌ها

### خط مشی احزاب
| موضع     | حزب                             | حزب                                   | حزب                                   | منبع          |
| -------- | ------------------------------- | ------------------------------------- | ------------------------------------- | ------------- |
| ماندن    |                                 | حزب ائتلاف                            | حزب ائتلاف                            | [ ۴ ] [ ۵ ]   |
| ماندن    |                                 | سوسیال دمکرات‌های جبل الطارق (GSD)     | سوسیال دمکرات‌های جبل الطارق (GSD)     | [ ۶ ]         |
| ماندن    |                                 | حزب سوسیالیست کارگر جبل الطارق (GSLP) | حزب سوسیالیست کارگر جبل الطارق (GSLP) | [ ۷ ]         |
| ماندن    |                                 | حزب سبز                               | انگلستان و ولز                        | [ ۸ ]         |
| ماندن    |                                 | حزب سبز                               | ایرلند شمالی                          | [ ۹ ]         |
| ماندن    |                                 | حزب سبز                               | اسکاتلند                              | [ ۱۰ ]        |
| ماندن    |                                 | حزب کارگر                             | حزب کارگر                             | [ ۱۱ ] [ ۱۲ ] |
| ماندن    |                                 | حزب لیبرال دموکرات                    | حزب لیبرال دموکرات                    | [ ۱۳ ]        |
| ماندن    |                                 | حزب لیبرال جبل الطارق                 | حزب لیبرال جبل الطارق                 | [ ۷ ]         |
| ماندن    |                                 | NI21                                  | NI21                                  | [ ۱۴ ]        |
| ماندن    |                                 | پلاید کامری                           | پلاید کامری                           | [ ۱۵ ]        |
| ماندن    |                                 | حزب ملی اسکاتلند (SNP)                | حزب ملی اسکاتلند (SNP)                | [ ۱۶ ] [ ۱۷ ] |
| ماندن    |                                 | شن‌فن                                  | شن‌فن                                  | [ ۱۸ ]        |
| ماندن    |                                 | حزب سوسیال دمکرات و کارگر (SDLP)      | حزب سوسیال دمکرات و کارگر (SDLP)      | [ ۱۹ ]        |
| ترک کردن |                                 |                                       |                                       |               |
|          | حزب دمکرات اتحادطلب (DUP)       | حزب دمکرات اتحادطلب (DUP)             | [ ۲۰ ] [ ۲۱ ]                         |               |
|          | ائتلاف مردم اولی بر سود (PBP)   | ائتلاف مردم اولی بر سود (PBP)         | [ ۲۲ ]                                |               |
|          | صدای سنتی اتحادطلب (TUV)        | صدای سنتی اتحادطلب (TUV)              | [ ۲۳ ]                                |               |
|          | حزب استقلال پادشاهی متحد (UKIP) | حزب استقلال پادشاهی متحد (UKIP)       | [ ۲۴ ]                                |               |
| بیطرف    |                                 | حزب محافظه‌کار                         | حزب محافظه‌کار                         | [ ۲۵ ]        |

### حامیان ماندن بریتانیا در اتحادیه اروپا

#### وزرای کابینه
۲۵ تن از ۳۰ عضو کابینه پادشاهی متحد با ماندن در اتحادیه اروپا موافق بودند. دولت‌های ولز و اسکاتلند نیز از ماندن حمایت کردند.

#### سیاستمدارانی که برای ماندن در اتحادیه اروپا مبارزه کردند
- درون حزب محافظه‌کار: جان میجر،[۲۶] ویلیام هیگ،[۲۷]

### حامیان خروج بریتانیا از اتحادیه اروپا

#### سیاستمدارانی که برای جداشدن از اتحادیه اروپا تلاش کردند
- نایجل فراژ که رهبری حزب یوکیپ را بر عهده دارد[۲۸]
- بوریس جانسون به عنوان یکی از اعضای مشهور حزب محافظه‌کار و شهردار سابق لندن[۲۹]
- مایکل گو به عنوان یکی از اعضای مشهور حزب محافظه‌کار و وزیر دادگستری سابق بریتانیا[۳۰][۳۱][۳۲]
- لیام فاکس به عنوان یکی از اعضای حزب محافظه‌کار و وزیر دفاع سابق بریتانیا[۳۳][۳۴][۳۵]
- دیوید تریمبل به عنوان یکی از اعضای مشهور حزب محافظه‌کار
- جرج گلووی که رهبری حزب رسپکت را بر عهده دارد[۳۶]

### فعالیت رسانه‌ها و تبلیغ برای انتخابات
در مبارزه جناح‌های موافق و مخالف موضوع این همه‌پرسی، رسانه‌ها نقش عمده‌ای ایفا کردند و عاقبت جناح موافق با خروج بریتانیا از اتحادیه اروپا پیروز شد. جناح بازنده علناً اشاره به فریب دادن مردم توسط طرف مقابل می‌کند. بنا بر گزارش‌های متفاوت، در رابطه با خروج بریتانیا از اتحادیه اروپا، رسانه‌های روپرت مرداک فعالیت کلانی انجام دادند. در ماه‌های قبل از همه‌پرسی روزی نگذشت که در روزنامه‌های گروه مرداک خبری منفی دربارهٔ اتحادیه اروپا منتشر نشود. یکی از کارسازترین پیام‌ها در این باره «هجوم» ترک‌ها در آینده نزدیک (پس از عضو شدن در اتحادیه اروپا) به اروپای مرکزی و بریتانیا بود که حقیقت ندارد. یکی از بزرگ‌ترین حامیان مالی خروج از اتحادیه اروپا سرمایه‌دار معروف Peter Hargreaves بود که در حدود ۳٫۹۰۰٫۰۰۰ یورو هزینه رسانه‌ها کرده بود. او پس از اعلام نتیجه همه‌پرسی و افت شدید نرخ بورس تقریباً ۵۰۰٫۰۰۰٫۰۰۰ یورو صدمه دید و اکنون می‌گوید اصلاً پشیمان نیستم. در عرض چهار روز پس از همه‌پرسی، بورس لندن توانست زیان‌های خود را جبران کند و صعود شاخص ۱۰۰ فوتسی از سال ۲۰۱۱ بی‌سابقه بود.

## نظرسنجی‌ها

نظرسنجی‌ها در خصوص همه‌پرسی

## نتایج
پس از شمارش آراء مشخص شد که بیش از ۳۳ میلیون نفر از مردم بریتانیا در این همه‌پرسی شرکت کرده‌اند و حدود ۵۲٪ از آن‌ها به جداشدن از اتحادیه اروپا رأی داده‌اند.
| گزینه                  | تعداد رأی  | درصد آرا   |
| ---------------------- | ---------- | ---------- |
| خروج از اتحادیه اروپا  | ۱۷٬۴۱۰٬۷۴۲ | ۵۱٫۹٪      |
| ماندن در اتحادیه اروپا | ۱۶٬۱۴۱٬۲۴۱ | ۴۸٫۱٪      |
| مجموع                  | ۳۳٬۵۷۷٬۳۴۲ | ۳۳٬۵۷۷٬۳۴۲ |

## واکنش‌ها
نایجل فراژ رهبر حزب یوکیپ، پیروزی موافقان جداشدن از اتحادیه اروپا را تبریک گفت و اعلام کرد: روز برگزاری این همه‌پرسی را روز استقلال بریتانیا خواهیم نامید. وی در رابطه با این همه‌پرسی به رسانه‌ها خاطرنشان کرد و گفت که ما بدون اینکه هیچ گلوله‌ای شلیک کرده باشیم، پیروز شده‌ایم.

## موج نژادپرسی و آزار خارجی‌ها
پس از اعلام نتیجهٔ همه‌پرسی، موجی از نژادپرستی و آزار خارجی‌ها در بریتانیا شکل گرفت که صدماتی جانی و مالی به آن‌ها وارد کرد.